# Initiative populaire « pour la réduction temporaire des dépenses militaires »
L'initiative populaire « pour la réduction temporaire des dépenses militaires », dite « trêve de l'armement » ou « initiative Chevallier » en l'honneur du journaliste Samuel Chevallier, est une initiative populaire suisse, déclarée nulle par le Parlement le 15 décembre 1955.

## Contenu
L'initiative demande d'ajouter une disposition transitoire à la Constitution fédérale pour réduire de 50 % le budget des dépenses militaires pour l'année 1955 et d'affecter les sommes ainsi économisées pour moitié à des actions de reconstruction à l'étranger et pour l'autre moitié à des œuvres en faveur de l'enfance.
Le texte complet de l'initiative peut être consulté sur le site de la Chancellerie fédérale.

## Déroulement

### Récolte des signatures et dépôt de l'initiative
La date du début de la récolte des 50 000 signatures nécessaires n'a pas été conservée. Le 2 décembre 1954, l'initiative a été déposée à la chancellerie fédérale qui l'a déclarée valide le 14 mars de l'année suivante.

### Discussions et recommandations des autorités
Chargé d'examiner le texte en premier, le Conseil des États romps avec la tradition et fait précéder cette étude d'une demande au Conseil fédéral d'évaluer le respect, pour cette initiative, de la règle constitutionnelle d'unité de la matière. Dans son rapport rendu le 8 août 1955, le gouvernement admet que « la question est douteuse », en particulier concernant l'unité entre la réduction du budget d'une part et la dépense des sommes ainsi économisées ; selon la loi, ces sommes devraient simplement ne pas être dépensées. Le Conseil fédéral conclut cependant à l'admission de l'unité de matière, en particulier en tenant compte de la pratique suivie jusqu'alors qui fait preuve d'une certaine largesse dans l'étude de cette unité. Les exemples de l'initiative populaire « Suppression de la justice militaire » ou l'initiative populaire « pour combattre la crise économique et ses effets », toutes deux acceptées, sont citées en exemple de cette largesse.
Dans le même rapport, le Conseil fédéral relève cependant que l'initiative est inexécutable tant sur le plan des délais (l'initiative précisant que les économies devant être réalisées lors de l'année 1955 qui est alors presque terminée) que sur le plan matériel ou les abattements possibles sur le budget militaire ne pourraient en aucun cas atteindre la moitié de celui-ci. Il propose donc à l'Assemblée fédérale de déclarer l'initiative nulle car « objectivement inexécutable ».
Cette proposition est acceptée par le Parlement qui déclare ainsi l'initiative nulle le 15 décembre.

## Effets
Le jour même de la décision d'invalidité, une nouvelle initiative intitulée « pour la limitation des dépenses militaires » est lancée sur le même sujet. Elle sera cependant retirée, tout comme l'initiative « Solidarité sociale et internationale » à la suite de l'intervention des troupes soviétiques en Hongrie lors des événements du printemps de Prague, avant que le Conseil fédéral ne puisse les évaluer.